# アレパ
アレパ（スペイン語: arepa、スペイン語発音: [aˈɾepa]）は、すり潰したトウモロコシから作る伝統的な薄焼きパンで、コロンビアやベネズエラを中心に様々な国で食べられている。
チーズやクアハーダ、肉、アボカドなどを添えたり、分割してサンドウィッチにするなど様々な食べ方がある。サイズ、トウモロコシの種類、加える材料によって調理法が異なる。メキシコのゴルディータ、エルサルバドルのププサ、エクアドルやパナマのトルティーヤなどに似ている。

## 起源

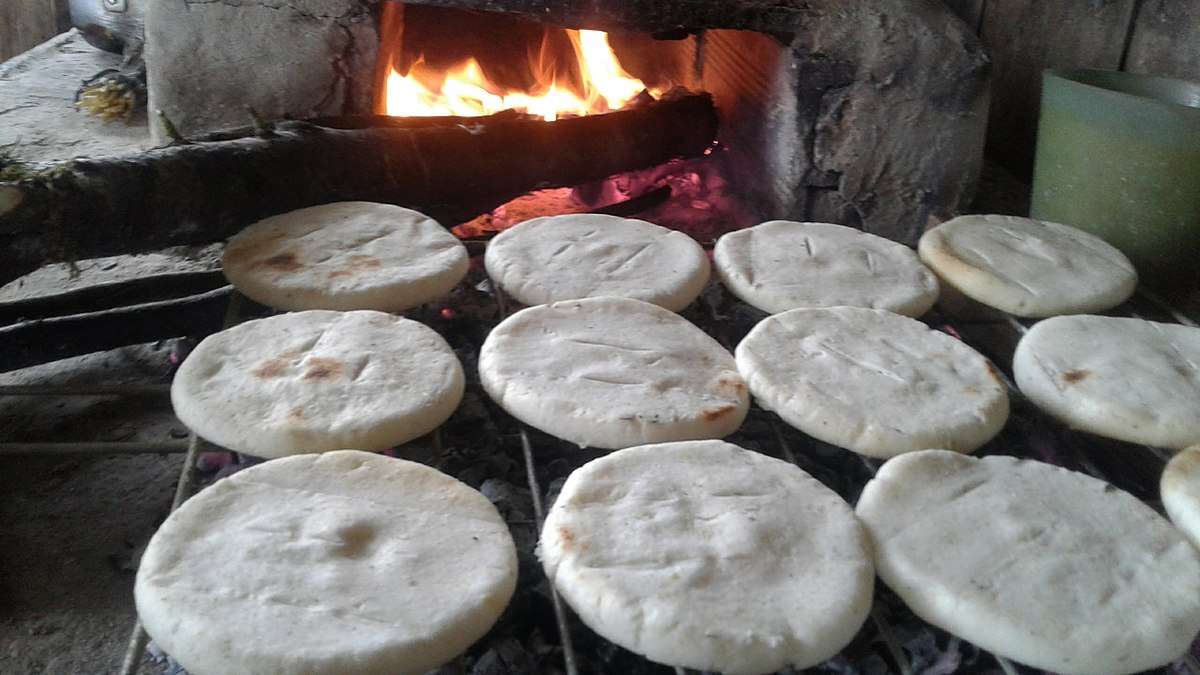
調理中のアレパ

アレパは、現在のコロンビア、ベネズエラ、パナマに相当する地域で作られていた先コロンブス期以前の料理である。この地域の遺跡からは、アレパに使うトウモロコシをすり潰すための器具や、アレパを調理するための粘土板が多く発見されている。アレパが初めて調理された国は特定されていないが、コロンビアとベネズエラではトウモロコシの存在を示す最古の年代を定義することができた。例えば、コロンビアでトウモロコシの存在が初めて記録されたのは約3,000年前であり、ベネズエラでは約2,800年前と推定されている。
アレパはその歴史の中で、先コロンブス期以前の先住民が食べていたアレパとほとんど変わらず、植民地化されてからも人気を保っている数少ないヨーロッパ諸国によるアメリカ大陸の植民地化以前の伝統料理の一つである。arepaという名前は、クマナゴト語でコーンブレッドを意味するerepaに由来すると言われている。

## 特徴

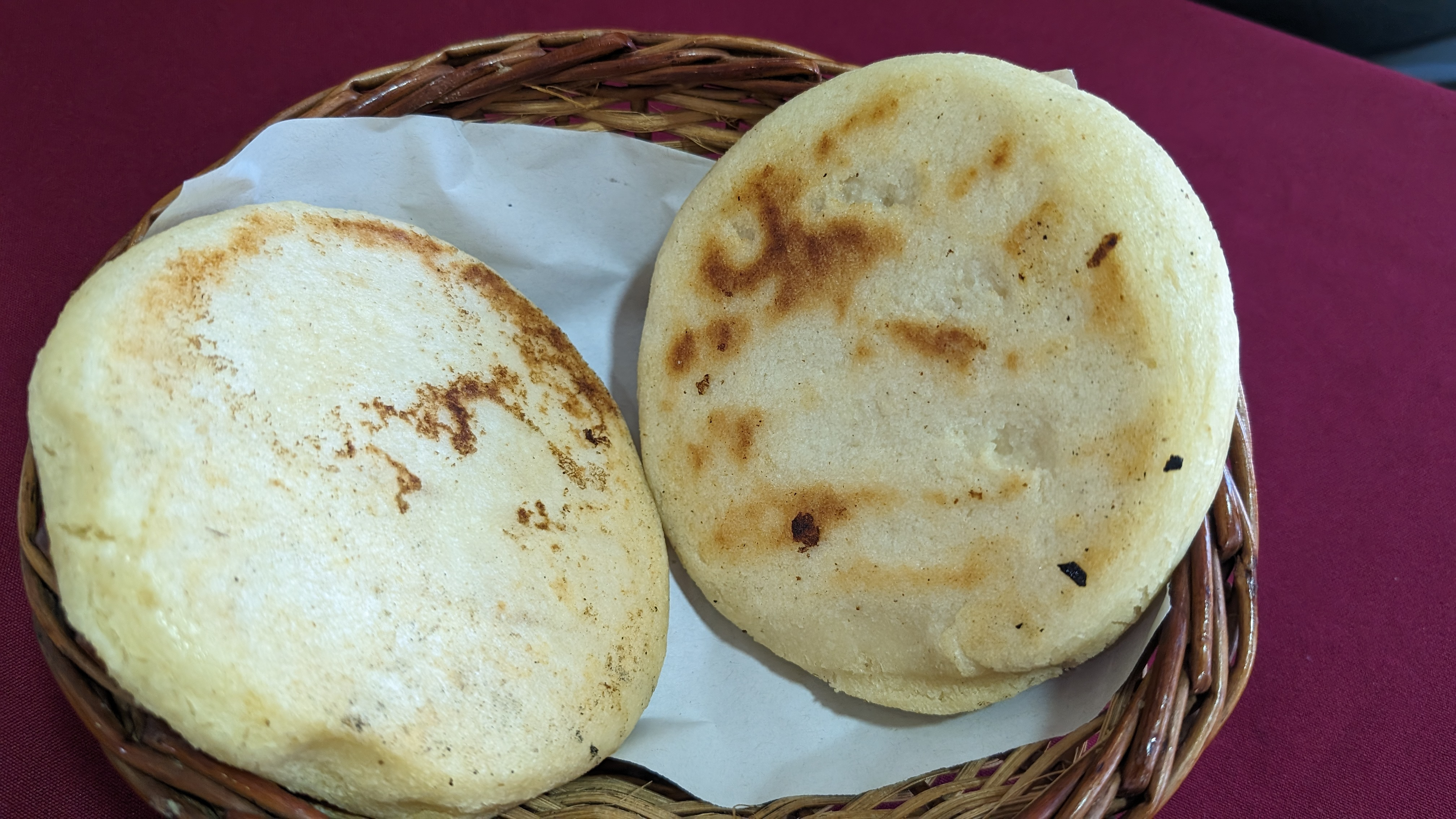
ベネズエラのアレパ

アレパは、トウモロコシを挽いた、薄焼きパンのようなもので、焼いたり、揚げたり、茹でたり、蒸したりなど様々な食べ方で食べられる。その特徴は、色、味、大きさ、中に詰める食材、地域によって異なり、シンプルなアレパは、バターやチーズを詰めて焼いたものである。食事に応じて豆、肉、アボカド、卵、トマト、サラダ、エビ、魚などの食材を組み合わせてトッピングしたり、詰めたりする。

## 調理
粉に水と塩、お好みで油、バター、卵、牛乳などを加え、混ぜる。粉はすでに調理されているため、簡単に生地になる。練って成形した後、揚げたり焼いたりして食べる。アレパの中には、ニシュタマリゼーションで皮をむいたトウモロコシを使ったものがあり、これはアレパ・ペラーダ（スペイン語: arepa pelada）と呼ばれる。
アレパの粉は、アレパをはじめ、ハヤカ、ポジョ、タマル、エンパナーダ、アトーレ、チチャなどトウモロコシの生地を使った料理を作る際に作られる（水で煮てから乾燥させる）。この粉は、マサレパ（masarepa）、マサ・デ・アレパ（masa de arepa）、マサ・アル・インスタンテ（masa al instante）、アリーナ・プレコシーダ（harina precocida）などと呼ばれる。粉の最も一般的なブランド名には、ベネズエラの「Harina PAN」、「Harina Juana」、コロンビアの「Areparina」、その他の地域の「Goya」などがある。

## 様々な種類

### コロンビア

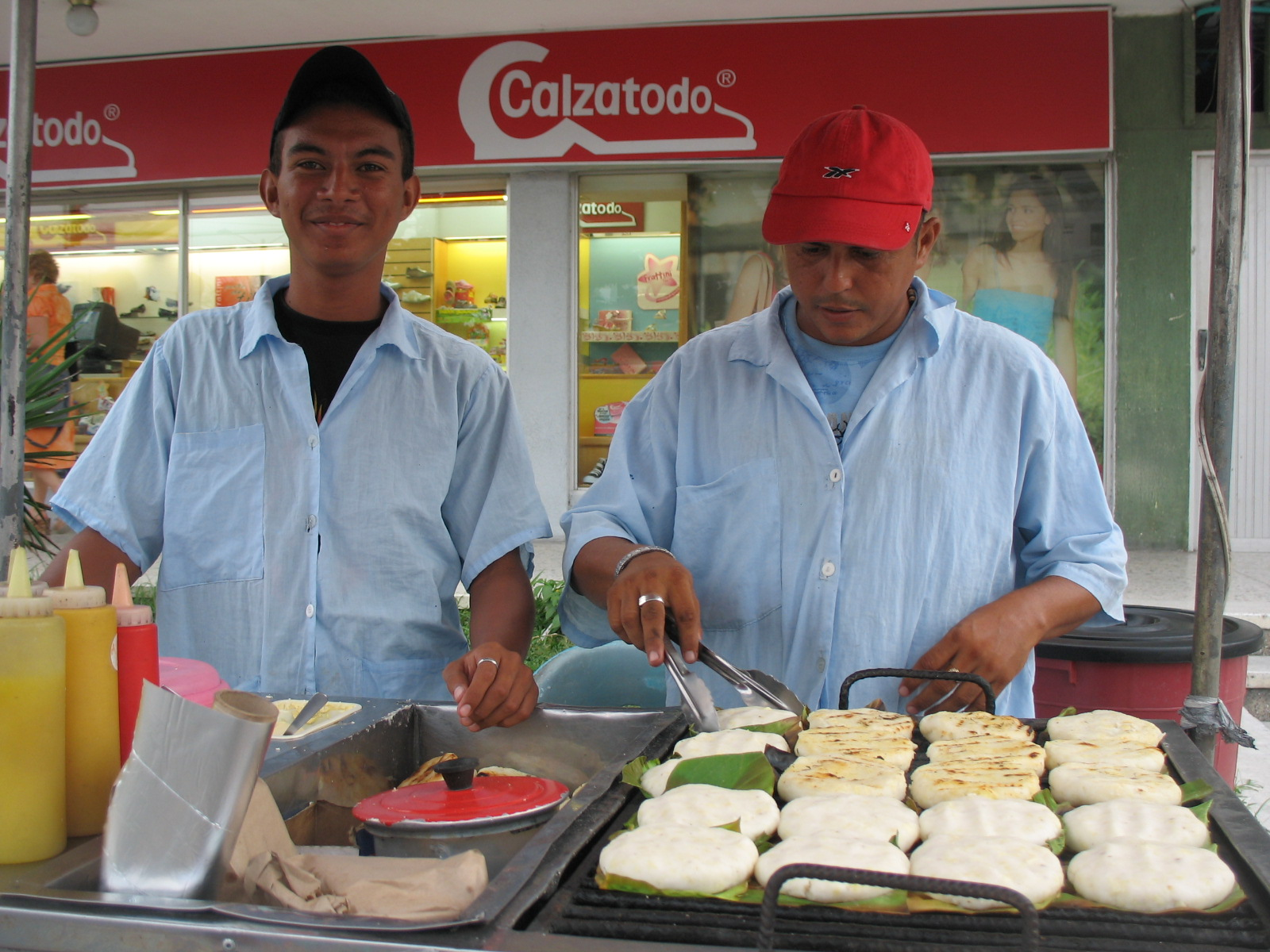
ビジャオの葉で焼いたアレパを売るコロンビアバランキージャの屋台

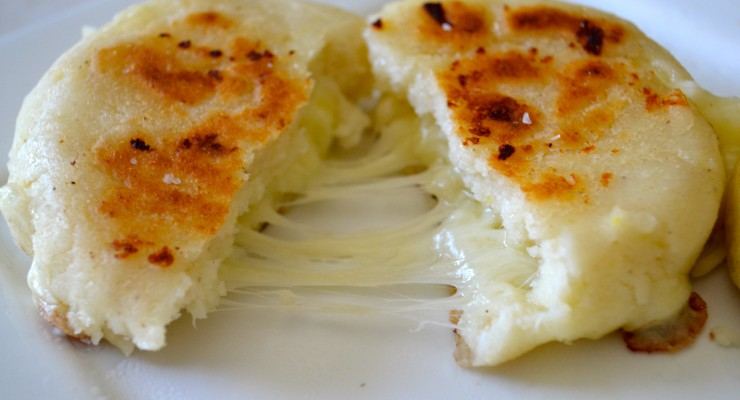
チーズが詰め込まれたコロンビアのアレパ

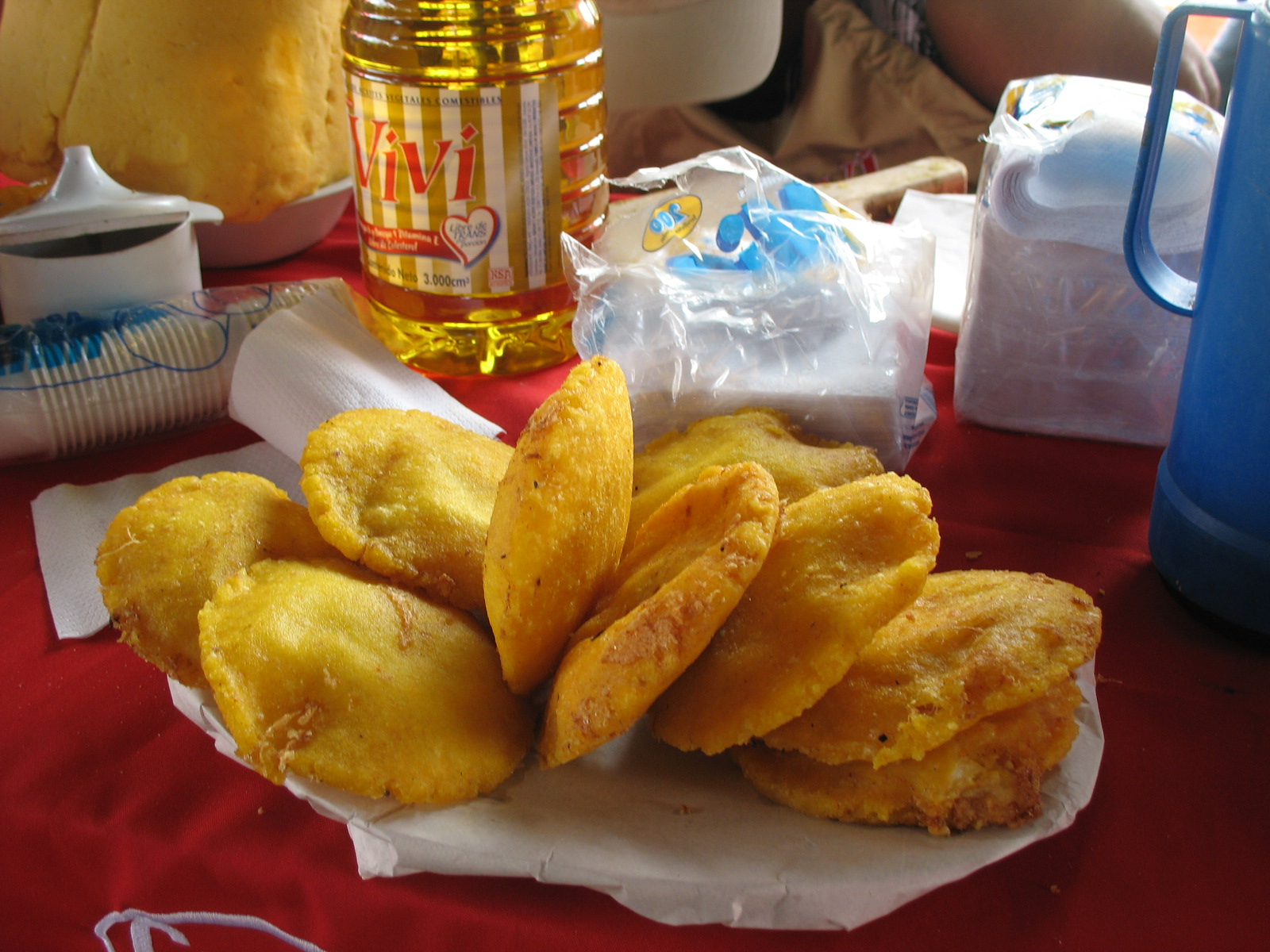
コロンビアのアトランティコ県ルルアコのアレパ・コン・ウエボ

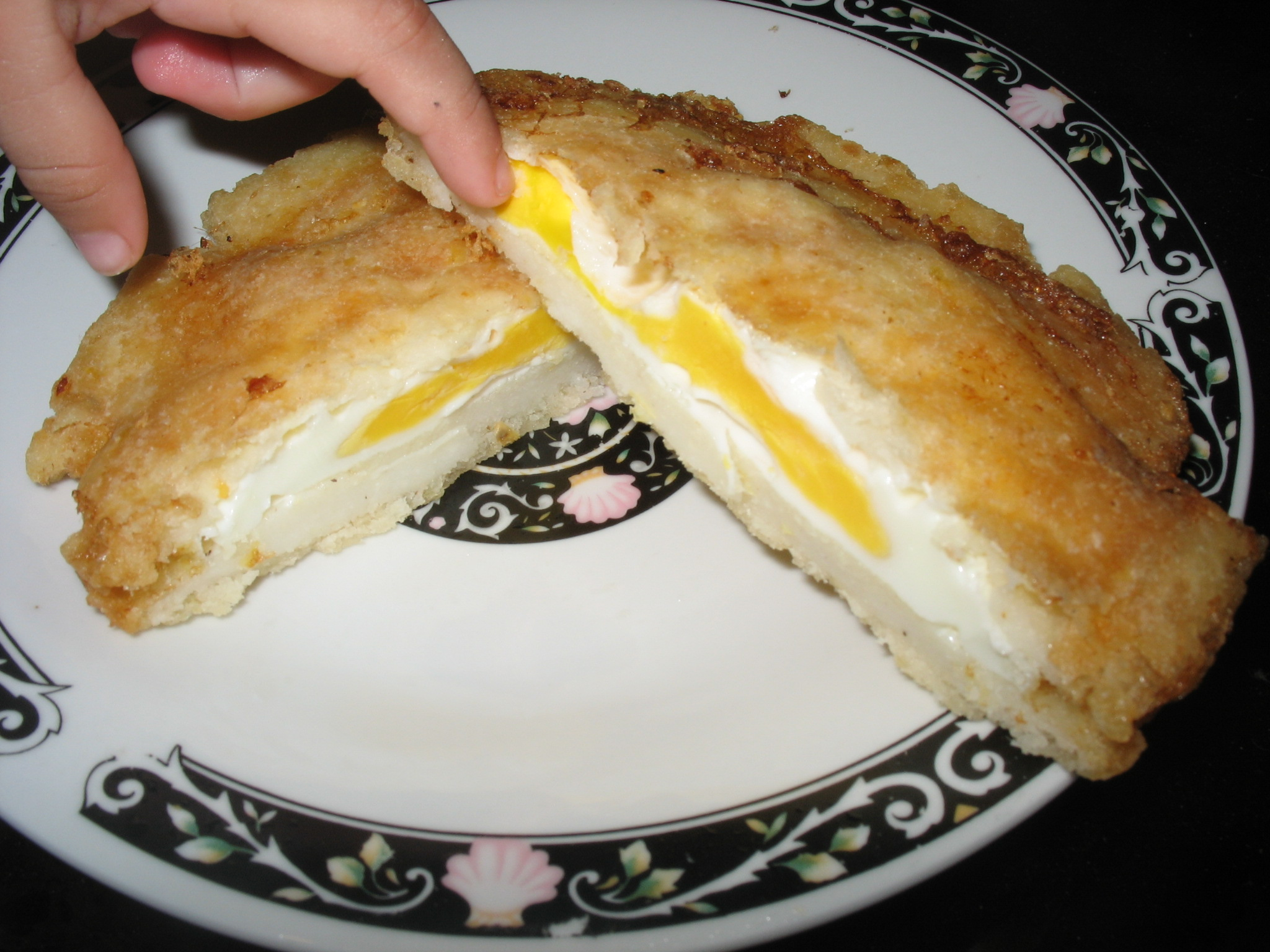
切られたアレパ・コン・ウエボ

アレパはコロンビアを代表する食べ物で、約75種類の調理法がある。Colombian Academy of Gastronomyが行った調査によると、アレパはコロンビアの文化的な遺産であり、象徴的な国民食と考えられている。
2006年、セマナ誌がカラコル・テレビシオン、文化大臣などの支援を受けて開催したコンペで、アレパがコロンビアの文化的シンボルに選ばれた。
パイサ地方で、アレパは人々にとって特に重要で、一日のすべての食事に食されることもある。また、アレパをネックレスにし、要人の首にかけ、賞賛の意を表すこともある。
コロンビアでは、保存料を加えた白または黄色のトウモロコシの生地をあらかじめ成形し、家庭で焼いたり揚げたりできるように包装され、近所の商店やチェーン店のスーパーマーケットなどで販売されている。また、加工されたトウモロコシの粉の形でも販売されており、これは調理前に水を加える必要がある。また、アレパは露店やカフェテリアなどでも販売されており、パイサ地方のレストランでは、卵や肉、チーズなどを詰めた独特なアレパなど、さまざまなアレパが提供されている。カリブ海に住むコロンビア人の中で、「アレパ・コン・ウエボ」（arepa con huevo）と呼ばれる、調理されたアレパの中に生卵を詰めて揚げた朝食がよく食べられている。
ボゴタ、メデジン、サンティアゴ・デ・カリ、バランキージャ、ブカラマンガの主要5都市で8月から12月の間に、プログラムカレンダーに従って、アレパ祭りが開催されている。

### ベネズエラ
アレパはベネズエラ料理の象徴であり、ベネズエラで今も親しまれている先コロンブス期以前の代表的な食べ物の一つである。
2015年に行われたベネズエラ国民を対象とした調査によると、国民の約70％がアレパを日常的に食べていた。ベネズエラの人々は、おやつとして、あるいは食事の脇役として、毎日アレパを食べるのが一般的で、アレパがほとんどどこにでもあるような文化が形成されている。アレパはベネズエラ人の食生活の要であり、2015年の食糧難以前には、アレパの材料であるトウモロコシの粉が、ベネズエラ人1人あたり平均年間約30キロ消費されていたと言われている。ベネズエラのアレパは、牛肉やアボカド、チーズなど多種多様な具が入っているのが一般的で、売られている場所や手に入る材料によって大きく異なる。
アンデス地方ではアレパを作る際、コーンミールではなく主に小麦粉が使用される。このアレパは、一般的におやつとして、あるいは重い食事のお供として食べられる。

### ボリビア
ボリビアのアレパはトウモロコシから作られる。アレパには様々な調理法があるが、コトカで親しまれている調理法が最も伝統的なものの1つとされている。アレパには、クルセーニャ（サンタクルス風） やアンディーナ（アンデス地方風）など、いくつかのバリエーションがある。